# Axel Heinzmann
Axel Heinzmann (* 16. Dezember 1946 in Mülsen; † 30. September 2018 in Reutlingen) war ein politischer Aktivist der rechtsextremen Szene in Südwestdeutschland. Bundesweit bekannt wurde er ab 1980 durch seine Verbindungen zu einem rechtsterroristischen Umfeld, insbesondere zur Wehrsportgruppe Hoffmann und zum Oktoberfestattentäter Gundolf Köhler.
Von Ende der 1970er bis Anfang der 1980er Jahre führte Heinzmann den Hochschulring Tübinger Studenten (HTS) an. Später kandidierte er unter anderem für die Nationaldemokratische Partei Deutschlands (NPD) bei verschiedenen Wahlen als Wahlkreiskandidat in den Landtagswahlkreisen Reutlingen und Tübingen, im Bundestagswahlkreis Reutlingen sowie bei Bürgermeisterwahlen in zahlreichen Städten und Gemeinden in Baden-Württemberg – wenn auch in den jeweiligen Wahlergebnissen stets erfolglos.

## Leben
Heinzmann wuchs im sächsischen Mülsen auf und absolvierte eine Lehre als Grubenelektroschlosser. Er wurde 1968 in der DDR aus politischen Gründen inhaftiert. Laut seiner Jahrzehnte später auf dem Internet-Portal Youtube veröffentlichten Eigenangaben in Interviews des Neonazis Karl-Heinz Hoffmann wurde er nach einem Prozess aufgrund „staatsfeindlicher Hetze“ zu zwei Jahren Gefängnis verurteilt. Gründe seien zum einen Parolen gewesen, die er an einem Jahrestag des 17. Juni zum Tod des Mauerflüchtlings Peter Fechter gemalt habe, und dass er sich 1968 – gemeint sind die Ereignisse des Prager Frühlings – auf „die Seite der Dubček-Leute“ gestellt habe. 1970 wurde er von der Bundesregierung freigekauft.
In Westdeutschland ließ Heinzmann sich in Baden-Württemberg nieder. Er holte das Abitur nach und studierte anschließend an der Eberhard-Karls-Universität in Tübingen Politikwissenschaft, Osteuropäische Geschichte und Landeskunde, Staats- und Völkerrecht; jedoch ohne einen Abschluss zu erlangen. Politisch war er zunächst ab 1970 Mitglied der SPD und wechselte 1972 zur CDU, auf deren Wahlliste er bei den baden-württembergischen Kommunalwahlen 1975 für den Tübinger Gemeinderat kandidierte.
Als Student engagierte er sich beim Bund Freiheit der Wissenschaft, wohnte 1973 und 1974 in deren Tübinger Büro und war eine der Schlüsselfiguren der Sektionsarbeit des Bundes in Tübingen. Außerdem wurde Heinzmann 1973 Mitglied im Hochschulring Tübinger Studenten (HTS) und avancierte bis Ende der 1970er Jahre zur auch ideologisch treibenden Kraft dieser Gruppierung.
Nachdem er ein Mandat im Tübinger Stadtrat verfehlt hatte, wandte sich Heinzmann 1975 von der CDU ab und wurde zu einem der führenden Akteure der Aktionsgemeinschaft Vierte Partei (AVP), die eine bundesweite Ausdehnung der (Bayern-spezifischen) CSU zum Ziel hatte. Für die AVP kandidierte er bei der Bundestagswahl 1976.
Parallel zu seiner zunehmend deutlichen Entwicklung in den Rechtsextremismus wurde er 1976 zum geschäftsführenden Bundesvorsitzenden des Ostpolitischen Deutschen Studentenbundes (ODS), einer Nachfolgeorganisation der Vereinigung Heimatvertriebener Deutscher Studenten.

Axel Heinzmann (4) und Karl-Heinz Hoffmann (5) bei der Schlägerei am 4. Dezember 1976 vor der alten Mensa in Tübingen

Heinzmann lernte 1976 Karl-Heinz Hoffmann kennen, den Gründer und Anführer der drei Jahre zuvor gebildeten Wehrsportgruppe Hoffmann. Er lud ihn für den 4. Dezember 1976 als Referenten zu einer Veranstaltung des HTS unter dem Thema „Die schwarz-kommunistische Aggression im südlichen Afrika“ in die Alte Mensa Prinz Karl nach Tübingen ein. Die Blockade des Veranstaltungsortes durch Gegendemonstranten mündete in massiven Ausschreitungen, bei denen neben Mitgliedern des HTS auch Angehörige der Wehrsportgruppe Hoffmann gewaltsam gegen die Blockierer vorgingen. Ein Polizeieinsatz beendete die Ausschreitungen. Heinzmann wurde im Zuge der juristischen Aufarbeitung des Zwischenfalls im März 1980 wegen Körperverletzung zu einer Geldstrafe verurteilt. Er wurde von Martin Mußgnug, dem damaligen Bundesvorsitzenden der NPD, anwaltlich vertreten.

### Ermittlungen zum Oktoberfestattentat
Bundesweit bekannt wurde Heinzmann im Rahmen der Ermittlungen rund um das Oktoberfestattentat am 26. September 1980. Karl-Heinz Hoffmann, vom späteren Attentäter Gundolf Köhler nach Unterstützung zum Aufbau einer „Wehrsportgruppe“ (WSG) in seiner Heimat gefragt, verwies auf Axel Heinzmann. Köhler, der ab 1979 an der Eberhard-Karls-Universität Tübingen studierte, nahm ab März 1979 sporadisch an Veranstaltungen des HTS teil, der – inzwischen unter der Leitung Heinzmanns – deutlich dem rechtsextremen Spektrum zugeordnet wurde.
Den umgekehrten Weg ging Uwe Behrendt, der am 19. Dezember 1980 den Rabbiner, Verleger und ehemaligen Vorsteher der israelitischen Kultusgemeinde Nürnberg, Shlomo Lewin und dessen Lebensgefährtin ermordete. Behrendt war Ende der 1970er Jahre Mitglied im HTS, bevor er über Heinzmann Kontakt zur Wehrsportgruppe Hoffmann erhalten hatte und sich ihr anschloss.
1980 gründete Heinzmann das „Tübinger Institut zur Bekämpfung kommunistischer Menschenrechtsverletzungen“ (IBKM). Im Namen des IBKM meldete Heinzmann im Februar und März 1980 zwei Demonstrationen in Nürnberg an, die sich gegen das im Januar des Jahres ausgesprochene Verbot der Wehrsportgruppe Hoffmann richteten.

### Wirken als Kandidat bei politischen Wahlen
Ab Anfang der 1980er Jahre trat Heinzmann immer wieder als Kandidat sowohl mit einem Status als „Unabhängiger“ als auch für verschiedene – teilweise nur kurzfristig existierende – neue Gruppierungen des rechten Randes oder der NPD bei politischen Wahlen auf kommunal-, (baden-württemberg-bezogen) landes- wie auch bundespolitischer Ebene an, sofern ihm eine Kandidatur nicht aufgrund strafrechtlich bedingter Einschränkungen verwehrt wurde. Allerdings konnte er bei keiner der Wahlen, zu denen er zugelassen wurde, ein Mandat oder durch eine demokratische Wahl erreichbare Funktion außerhalb seiner eigenen Gruppierung erlangen.
Im Jahr 1979 war Heinzmann an der Gründung einer „Bürgeraktion für Recht und Ordnung“ beteiligt, mit der er bei den baden-württembergischen Kommunalwahlen im März 1980 für den Gemeinderat in Tübingen kandidierte. Im Februar 1982 lud Heinzmann mit seiner Bürgeraktion zu einer „Reichsgründungsveranstaltung“ ein.
Im August 1985 verteilte Heinzmann auf dem Stuttgarter „Historiker-Kongress“ Flugblätter mit geschichtsrevisionistischen Thesen, für die er im November 1986 zu einer Geldstrafe von 1.200 DM verurteilt wurde.
Im Dezember 1994 versuchte Heinzmann für die Bürgermeisterwahl in Wannweil und im Januar 1995 für die Oberbürgermeisterwahl in Reutlingen als Kandidat zugelassen zu werden. Dies wurde ihm jedoch verwehrt, weil er zu dieser Zeit in Stuttgart-Stammheim inhaftiert war. Im November 1994 hatte er eine rechtsextreme „Kameradschaftsgründung“ in Stuttgart-Weilimdorf organisiert, bei der auch Friedhelm Busse und weitere Anhänger der – im Jahr darauf verbotenen – Freiheitlichen Deutschen Arbeiterpartei (FAP) teilnahmen. Im Zuge der Auflösung der Veranstaltung hatte Heinzmann einen Polizisten mit einem Messer verletzt und wurde verhaftet. Er war einer von 197 festgenommenen Neonazis und wurde 1996 zu 16 Monaten Haft wegen schweren Landfriedensbruches und gefährlicher Körperverletzung verurteilt.
2003 scheiterte erneut eine Zulassung Heinzmanns zur Kandidatur bei der Oberbürgermeisterwahl in Reutlingen.
Für die NPD kandidierte Heinzmann erstmals 2005 zu den Bundestagswahlen und als Direktkandidat im Wahlkreis Reutlingen zur Landtagswahl in Baden-Württemberg 2006.
2006 wurde er vom Amtsgericht Reutlingen wegen Volksverhetzung zu einer Haftstrafe von zwei Monaten verurteilt, weil er vor der Tür seines Privathauses in Wannweil ein antisemitisches Plakat installiert hatte, auf dem er Juden als Landräuber diffamierte.
In der Folge kandidierte Heinzmann für die NPD bei den Landtagswahlen Baden-Württemberg 2011 und 2016, bei den Bundestagswahlen 2009 und 2013 sowie seit Beginn des 21. Jahrhunderts bei diversen Bürgermeisterwahlen in verschiedenen kleinen Städten und Gemeinden vor allem im Stuttgarter Raum und der Region Neckar-Alb. Er sorgte dabei oft mit provokantem Auftreten für eine gewisse Aufmerksamkeit in den regionalen Medien, konnte jedoch keine dieser Wahlen für sich entscheiden.

### Persönliches
Bevor er in Rente ging, arbeitete Heinzmann als LKW-Fahrer. Er starb Ende September 2018 in seinem 72. Lebensjahr an den Folgen einer Krebserkrankung. Er war verheiratet und hatte vier Kinder.

## Einzelbelege
1. 1 2 3  Axel Heinzmann, tagblatt.de, 23. März 2011
2. ↑  Rainer Fromm, Die "Wehrsportgruppe Hoffmann": Darstellung, Analyse und Einordnung : ein Beitrag zur Geschichte des deutschen und europäischen Rechtsextremismus, Lang 1998, S. 125
3. ↑  Nikolai Wehrs, Protest der Professoren: Der "Bund Freiheit der Wissenschaft" in den 1970er Jahren, Wallstein Verlag 2014, S. 233
4. ↑  „Mit Dumdum aus der Schußlinie“, Der Spiegel 41/1980 vom 6. Oktober 1980
5. 1 2  Im rechten Netz, Der Spiegel 43/2011 vom 20. Oktober 2011, S. 50
6. ↑  Rechtsradikale Jugendorganisationen: Beiträge und Dokumentation, PDI-Sonderheft, Ausgabe 8, 1979 S. 66
7. ↑  Alwin Meyer, Karl-Klaus Rabe, Einschlägige Beziehungen von Unionspolitikern, Lamuv-Verlag 1980, S. 25
8. ↑  Sebastian Gräfe, Rechtsterrorismus in der Bundesrepublik Deutschland: Zwischen erlebnisorientierten Jugendlichen, "Feierabendterroristen" und klandestinen Untergrundzellen, Nomos-Verlag 2017, S. 108
9. ↑  Ulrich Chaussy, Oktoberfest - Das Attentat: Wie die Verdrängung des Rechtsterrors begann, Ch. Links Verlag 2016, S. 162
10. ↑  Sebastian Gräfe, Rechtsterrorismus in der Bundesrepublik Deutschland: Zwischen erlebnisorientierten Jugendlichen, "Feierabendterroristen" und klandestinen Untergrundzellen, Nomos-Verlag 2017, S. 109
11. ↑  Rainer Fromm, Die "Wehrsportgruppe Hoffmann": Darstellung, Analyse und Einordnung : ein Beitrag zur Geschichte des deutschen und europäischen Rechtsextremismus, Lang 1998, S. 130
12. ↑  Hans Jennes, Antifaschistische Perspektiven oder Wohin steuert die Bundesrepublik?: Dokumentation, Röderberg-Verlag 1979, S. 226
13. ↑  Ulrich Chaussy, Oktoberfest - Das Attentat: Wie die Verdrängung des Rechtsterrors begann, Ch. Links Verlag 2016, S. 163
14. ↑  SPIEGEL vom 15. Februar 1982, S. 210
15. ↑  Zeitschrift Deutschland in Geschichte und Gegenwart, Heft 1 1987, S. 44
16. ↑  197 Neonazis festgenommen, Stuttgarter Zeitung vom 7. November 1994
17. ↑  Reutlinger Generalanzeiger vom 12. März 2002 (Memento vom 11. Juli 2002 im Internet Archive)
18. ↑  »Zulässige Befugnis«, gea.de, 24. Juli 2003
19. ↑  Tobias von Heymann, Die Oktoberfest-Bombe: München, 26. September 1980-die Tat eines Einzelnen oder ein Terror-Anschlag mit politischem Hintergrund?, NoRa, Novitäten & Raritäten 2008, S. 236
20. ↑  Turbulente Verhandlung, gea.de, 19. Dezember 2006
21. ↑  Reutlinger Nachrichten vom 15. Januar 2016 und vom 27. Juli 2013; Reutlinger General-Anzeiger vom 29. Januar 2011, vom 22. März 2011 und vom 12. September 2009; Südkurier vom 13. September 2006
22. ↑  Vortrag zum „Wesen und Wirken der Geheimdienste“: Chef der verbotenen Wehrsportgruppe Hoffmann wieder aktiv (Memento vom 7. Januar 2019 im Internet Archive), Report Mainz, swr.de, 15. Januar 2013

| Personendaten    | Personendaten             |
| ---------------- | ------------------------- |
| NAME             | Heinzmann, Axel           |
| KURZBESCHREIBUNG | deutscher Politiker (NPD) |
| GEBURTSDATUM     | 16. Dezember 1946         |
| GEBURTSORT       | Mülsen                    |
| STERBEDATUM      | 30. September 2018        |
| STERBEORT        | Reutlingen                |